# PlagiarismSearch
PlagiarismSearch — міжнародний онлайн-сервіс для виявлення плагіату та штучно згенерованого контенту. Заснований у 2009 році компанією System Technology Online Spain SL (Іспанія). Використовується в закладах вищої освіти, бізнесі та медіа.

## Історія
Сервіс запущений у 2008 році як інструмент перевірки академічних текстів на збіги. Поступово розширив функціонал до виявлення AI-текстів та інтеграцій із сервісами Google Workspace і Moodle.

## Можливості
PlagiarismSearch підтримує перевірку документів у форматах DOC, docx, txt, odt, HTML, zip та PDF. Також пропонує:
- виявлення штучного інтелекту (AI writing).
- інтеграцію з Moodle[2].
- плагін для Google Документів[3].
- інтерфейс доступний українською, англійською, іспанською, німецькою та іншими мовами.

## Згадки у джерелах
- Сервіс згадується у списках перевірених анти-плагіат рішень[4][5].
- Рекомендований до використання у бібліотеках ТДМУ[6], ЗНУ[7] та УДУ[8].
- У 2025 році українське видання «Час‑Дій» повідомило про результати аналізу PlagiarismSearch, зазначивши, що сервіс використовувався для підготовки глобального звіту про рівень плагіату в країнах 2024 року[9].